# 21942 Subramanian
21942 Subramanian (1999 VN106) là một tiểu hành tinh vành đai chính được phát hiện ngày 9 tháng 11 năm 1999 bởi Nhóm nghiên cứu tiểu hành tinh gần Trái Đất phòng thí nghiệm Lincoln ở Socorro.